# Штитњик (Рожњава)
Штитњик (слч. Štítnik) насељено је мјесто са административним статусом сеоске општине (слч. obec) у округу Рожњава, у Кошичком крају, Словачка Република.

## Становништво
| Година:    | 1994. | 2004.   | 2014.   | 2024.   |
| ---------- | ----- | ------- | ------- | ------- |
| Број људи: | 1485  | 1501    | 1496    | 1463    |
| Разлика:   |       | +1,07 % | -0,33 % | -2,20 % |

| Година:    | 2023. | 2024.   |
| ---------- | ----- | ------- |
| Број људи: | 1460  | 1463    |
| Разлика:   |       | +0,20 % |

Према подацима о броју становника из 2011. године насеље је имало 1.550 становника.